# 王小鳳 (演員)
王小鳳（英語：Pauline Wong Siu-fung，1962年2月23日—），香港影視女演員，曾於1986年憑電影《錯點鴛鴦》獲頒第5屆香港電影金像獎最佳女主角。

## 簡歷
王小鳳於1962年2月23日生於上海市。 她受過初中教育，但對讀書沒興趣，14歲投身社會工作，先後當過飲食業雜工、業餘模特兒，社會閱歷豐富。1983年被星探發掘，加入亞洲電視當藝員，參演《我愛美人魚》等劇集，主持《電影一周》等節目，後主演電影《錯點鴛鴦》，榮獲第5屆香港電影金像獎最佳女主角。1985年，於電影《殭屍先生》飾演女鬼小玉一角，為其影壇代表作之一，從此獲得「鬼后」稱號。1986年，王小鳳曾為香港版《閣樓》雜誌遠赴希臘拍攝全裸寫真集《王小鳳閣樓寫真集：自由自我在希臘》而名噪一時。
1989年，王小鳳拍攝電影《驚魂記》時因受情傷，遂放縱自己而染上煙、酒、毒癮。翌年，邂逅企業家丈夫許立信，二人於1991年結婚。婚後王小鳳逐漸淡出娛樂圈，並與丈夫移居美國，後育有一子。2002年，王小鳳罹患狂躁型抑鬱症，曾流落街頭並企圖自殺，甚至欲殺死丈夫。其後，王小鳳於丈夫扶持下接受治療，兩年多後痊癒，並信奉基督教。
2011年，王小鳳接受曾志偉之邀請復出，返港拍攝電影《勁抽福祿壽》，於戲中飾演曾志偉之妻子。
2019年1月，負責香港星光大道項目的新世界發展表示，香港星光大道於1月31日重開後將新增9位香港電影金像獎最佳女主角的掌印，原擬定包括王小鳳，但最終未有加入王小鳳之掌印。

## 作品

### 電視劇（亞洲電視）
| 年 份  | 劇 名          | 角 色  | 備 註 |
| 1984年 | 《我愛美人魚》 |        |       |
| 1984年 | 《武則天》     | 夏飛煙 |       |

### 節目主持（亞洲電視）
| 年 份 | 名 稱        | 備 註 |
| 1984  | 《電影一周》 |       |

### 電影
| 年 份  | 片 名                  | 角 色           | 備 註              |
| 1984年 | 《猛鬼出籠II艷鬼發狂》 | Michelle        |                    |
| 1985年 | 《橫財三千萬》         |                 |                    |
| 1985年 | 《錯點鴛鴦》           | 金金            |                    |
| 1985年 | 《平安夜》             | 范紫鈴（Bobby） |                    |
| 1985年 | 《殭屍先生》           | 女鬼小玉        | 又名：暫時停止呼吸 |
| 1985年 | 《夏日福星》           |                 |                    |
| 1986年 | 《國父傳》             |                 |                    |
| 1986年 | 《最佳福星》           |                 |                    |
| 1986年 | 《奪寶計上計》         |                 |                    |
| 1986年 | 《初一十五》           | 葉苓            |                    |
| 1986年 | 《殭屍翻生》           |                 |                    |
| 1986年 | 《大家發財》           |                 |                    |
| 1987年 | 《意亂情迷》           |                 |                    |
| 1987年 | 《鬼新娘》             |                 |                    |
| 1987年 | 《赤膽情》             |                 |                    |
| 1987年 | 《公子多情》           | 上官飛鳳        |                    |
| 1987年 | 《赤膽情》             |                 |                    |
| 1987年 | 《江湖情》             | 王惠珠          |                    |
| 1987年 | 《英雄好漢》           | 王惠珠          |                    |
| 1987年 | 《離魂》               |                 | 又名：厲鬼纏身     |
| 1987年 | 《省港旗兵2》          |                 |                    |
| 1988年 | 《血玫瑰》             |                 |                    |
| 1988年 | 《群鶯亂舞》           |                 |                    |
| 1988年 | 《孔雀王子》           |                 |                    |
| 1988年 | 《中國最後一個太監》   |                 |                    |
| 1989年 | 《驚魂記》             |                 |                    |
| 1989年 | 《四千金》             |                 |                    |
| 1989年 | 《再見王老五》         |                 |                    |
| 1990年 | 《捉鬼合家歡》         |                 |                    |
| 1990年 | 《靚足100分》          |                 |                    |
| 1991年 | 《敦煌夜譚》           |                 |                    |
| 1991年 | 《著牛仔褲的鐘馗》     |                 |                    |
| 1991年 | 《人鬼神》             |                 | 又名：靈幻至尊     |
| 1992年 | 《末代響馬》           |                 |                    |
| 1993年 | 《千王情人》           |                 |                    |
| 1993年 | 《愛在黑社會的日子》   | 馬文鳳          |                    |
| 1993年 | 《千人斬》             |                 |                    |
| 1994年 | 《人鬼情難了》         |                 |                    |
| 1994年 | 《等愛的女人》         |                 | 監製               |
| 1994年 | 《小男當家》           |                 |                    |
| 1995年 | 《邊城皇帝》           |                 |                    |
| 2011年 | 《勁抽福祿壽》         | 凱琪母親        |                    |

### 寫真集
| 年 份  | 名 稱                                | 備 註 |
| 1986年 | 《王小鳳閣樓寫真集：自由自我在希臘》 |       |

## 獎項及提名

### 香港電影金像獎
| 年份   | 頒獎典禮            | 獎項       | 作品         | 結果 |
| 1986年 | 第5屆香港電影金像獎 | 最佳女配角 | 《平安夜》   | 提名 |
| 1986年 | 第5屆香港電影金像獎 | 最佳女主角 | 《錯點鴛鴦》 | 獲獎 |
| 1990年 | 第9屆香港電影金像獎 | 最佳女配角 | 《驚魂記》   | 提名 |

### 金馬獎
| 年份   | 頒獎典禮     | 獎項       | 作品       | 結果 |
| 1989年 | 第26屆金馬獎 | 最佳女配角 | 《驚魂記》 | 提名 |

## 外部連結
- 王小鳳在互联网电影资料库（IMDb）上的資料（英文）
- 王小鳳在香港影庫上的簡介
- 王小鳳在豆瓣上的资料（简体中文）
- 王小鳳在时光网上的簡介（简体中文）
- 中文電影資料庫—王小鳳 （页面存档备份，存于）